# Вудсток (Джорджия)
Вудсток (англ. Woodstock) — город в округе Чероки в штате Джорджия в Соединённых Штатах Америки.
Согласно данным переписи населения США 2020 года число жителей города 
составляло 35 065 человек, что почти на треть больше, чем показатель 2010 года (25 135).

## История
В доколумбову эпоху на земле, где ныне стоит современный Вудсток проживали коренные американцы, но с приходом европейских колонистов они вынужденно оставили этот район.
Генеральная ассамблея Джорджии включила Вудсток в реестр в качестве города в 1897 году. Сообщество получило свое название от исторического романа Вальтера Скотта «Вудсток» изданного в 1826 году.
Существенный толчок развитию Вудстока дало появление железной дороги.

## География
По данным Бюро переписи населения США, общая площадь Вудстока составляет 11,3 квадратных миль (29,2 км2), из которых 11,2 квадратных миль (28,9 км2) — это суша и 0,12 квадратных миль (0,3 км2 или 0,92%) — водная поверхность.